# Pene umano
Il pene è l'organo riproduttivo maschile e costituisce l'ultimo tratto delle vie urinarie.

## Anatomia macroscopica

### Struttura

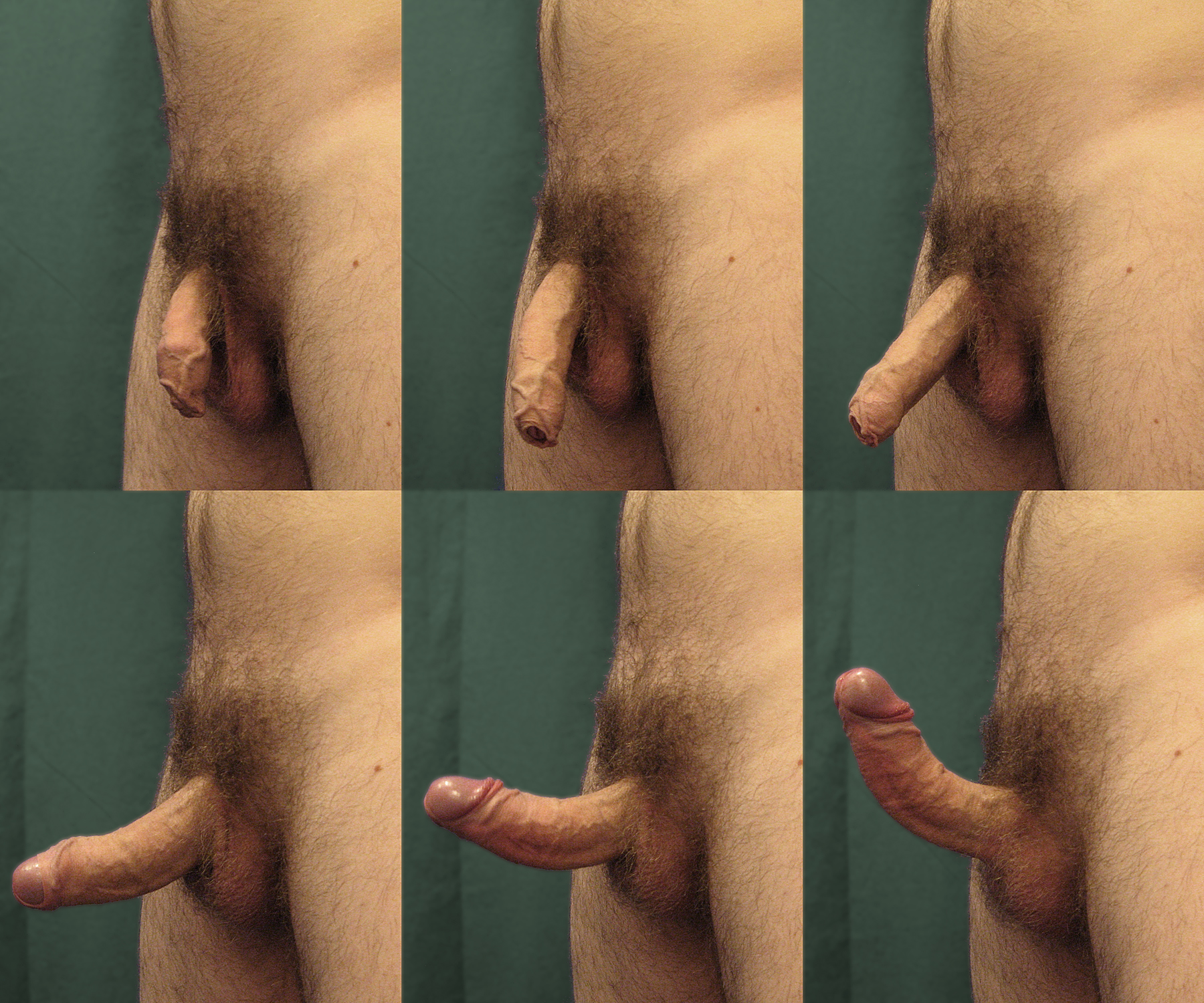
Sviluppo in erezione del pene

Il pene è una struttura cilindrica totalmente avvolta da cute costituita da una radice, che si trova compresa nel perineo, e di un corpo, che sporge pendulo all'esterno anteriore alla sinfisi pubica e allo scroto. La cute del pene è sottile e pigmentata, tanto da essere leggermente più scura del resto della cute del corpo, essa lo avvolge e lo ricopre formando a livello della corona del glande il prepuzio che ricopre il glande e mostra una struttura corrugata e pieghettata a livello del suo apice. Il prepuzio può non coprire completamente il glande. Lo strato cutaneo interno del prepuzio, di colore più chiaro (rosato) si fonde con la corona del glande. Posteriormente al corpo del pene una piega cutanea mediana dello strato cutaneo interno del prepuzio, il frenulo, si continua inferiormente con il rafe mediano della borsa scrotale sino nel perineo e di norma si rende sempre meno distinguibile, mentre superiormente è ben distinguibile e si attacca al glande terminando a livello dell'orifizio uretrale. A suoi lati è fiancheggiato da due lievi depressioni e al suo interno contiene una piccola arteria. Il glande è una struttura bulbare semiconica ricoperta dal prepuzio. La sua cute può andare dal rosato al violaceo, è piuttosto liscia e sulla faccia uretrale del pene è perforata dall'uretra che sbocca tramite l'orifizio uretrale, di forma ovale schiacciata e allungata. La cute del pene, sottile e lassa, è pigmentata come quella dello strato cutaneo esterno del prepuzio, vi si distinguono facilmente le vene dorsali superficiali del pene. Al di sotto della cute la fascia superficiale del pene (dartos) lo ricopre, si tratta di uno strato di tessuto connettivo lasso in cui si infiltrano fibre muscolari del muscolo dartos. Sotto la fascia superficiale i corpi cavernosi e lo spongioso sono avvolti dalla fascia profonda di Buck, di tessuto connettivo denso che si fonde con i rivestimenti dei tre corpi. Il pene è sostenuto dal legamento fundiforme, una struttura fibrosa ricca di elastina derivante dall'ultimo tratto della linea alba e costituita da due foglietti che decorrono ai lati e sotto il pene dove si fondono e dal legamento sospensore triangolare che origina dai legamenti della sinfisi pubica e si inserisce lateralmente alla fascia superficiale del pene.
- La radice del pene è formata da due radici, costituenti la porzione inferiore dei corpi cavernosi e da un bulbo, la porzione inferiore ed espansa del corpo spongioso. Queste tre strutture erettili sono collocate nel triangolo urogenitale, le radici si inseriscono inferiormente all'arco pubico, mentre il bulbo sulla membrana perineale. La radice è una struttura allungata, inizialmente cilindrica in sezione, posteriormente diviene triangolare; in vivo è ricoperta dalle fibre muscolari spiraliformi del muscolo ischiocavernoso che dalla sinfisi pubica si porta posteriormente fino al muscolo trasverso superficiale del perineo. Il bulbo penieno è un corpo tondeggiante e ovalare collocato in mezzo alle due radici e fissato alla faccia inferiore della membrana perineale che lo riveste con uno strato fibroso; si continua nel corpo spongioso. È ricoperto dal muscolo bulbospongioso presso la sua faccia superficiale, mentre profondamente è perforato dall'uretra.
- Il corpo del pene è cilindrico quando flaccido e triangolare quando in erezione ed è formato dai due corpi cavernosi, continuazioni delle radici, e dal corpo spongioso, continuazione del bulbo spongioso. I corpi cavernosi formano gran parte del corpo del pene e sono due strutture cilindriche allungate apposte fianco a fianco, separate da un setto fibroso completo prossimalmente e incompleto (spesso chiamato setto pettiniforme) distalmente, dove permette lo scambio di sangue tra i due corpi. Sia superiormente sia inferiormente presentano dei solchi mediani che decorrono per tutta la loro lunghezza sino alle radici, quello inferiore (faccia uretrale) è più profondo e accoglie il corpo spongioso, quello superiore invece accoglie il fascio neurovascolare dorsale del pene. I corpi cavernosi sono ricoperti dalla tonaca albuginea, che presenta due foglietti, uno superficiale che ricopre entrambi i corpi in un'unica guaina dalle fibre longitudinali e un foglietto profondo che ricopre singolarmente ciascun corpo e possiede fibre circolari; questo foglietto si fonde e dà origine al setto interposto tra i due corpi. Il corpo spongioso è una struttura cilindrica il cui spessore si fa minore distalmente sino alla sua espansione interna al glande e che ne segue la forma accogliendo al suo interno la porzione distale dell'uretra e la sua fossa navicolare (uretra peniena). È posto posteriormente rispetto ai corpi cavernosi e si adagia nel loro solco mediano inferiore (o posteriore). È ricoperto dalla tonaca albuginea.

### Arterie

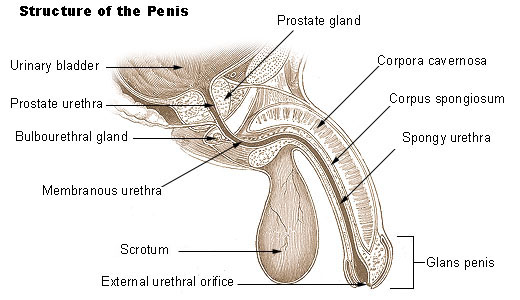
Sezione del pene

Le arterie che irrorano il pene sono l'arteria perineale, l'arteria del bulbo del pene, l'arteria profonda del pene (cavernosa) e l'arteria dorsale del pene.
- L'arteria perineale è un ramo dell'arteria pudenda interna, fornisce due rami che decorrono lateralmente al bulbo del pene e dal corpo spongioso che in vivo sono ricoperti dal muscolo ischiocavernoso e del muscolo bulbospongioso. Ciascuno dei due rami iniziali si divide in un ramo che discende inferiormente nello scroto (arteria scrotale posteriore), uno che decorre inferiormente e lateralmente al corpo spongioso (arteria bulbo-uretrale), uno che si porta internamente (arteria cavernosa) a un corpo cavernoso e l'ultimo che decorre superiormente a esso. L'arteria scrotale posteriore irrora la cute dello scroto e il muscolo dartos e la sua fascia.
- L'arteria del bulbo del pene è un corto vaso che perfora il muscolo trasverso del perineo e decorre nel bulbo del pene irrorandolo assieme alle ghiandole bulbouretrali.
- L'arteria profonda del pene, o arteria cavernosa, è un ramo terminale dell'arteria pudenda interna. Penetra nella membrana perinale, decorre internamente ai corpi cavernosi dove rilascia rami che penetrano nei corpi cavernosi formandovi un plesso capillare, oppure possono dare origine (prevalentemente nella porzione posteriore dei corpi cavernosi) ad arterie elicine, più dilatate che si gettano anch'esse nei corpi cavernosi.
- L'arteria dorsale del pene è un ramo termine dell'arteria pudenda interna, perfora il legamento sospensore del pene e decorre superiormente a ciascun corpo cavernoso, rilasciando rami laterali "a lisca di pesce" che lo abbracciano e lo irrorano (irrorano in parte anche il corpo spongioso). Terminalmente queste arterie rilasciano rami che irrorano il glande, inviano inoltre ramuscoli che irrorano le fasce e la cute dorsale del pene. È posta profondamente alla fascia di Buck lateralmente alla vena profonda del pene e medialmente ai nervi dorsali del pene.

### Vene
Le vene del pene sono principalmente la vena dorsale superficiale e la vena dorsale profonda del pene.
- La vena dorsale superficiale del pene è di calibro consistente e visibile attraverso la cute. Drena il sangue del prepuzio e della cute dell'organo e lo fa confluire nella vena pudenda interna. Decorre superficialmente alla fascia profonda del Buck, profondamente alla fascia superficiale (dartos) e lungo il corpo del pene.
- La vena dorsale profonda del pene origina per la confluenza delle vene sottotonacali provenienti dai corpi cavernosi del pene che penetrano la tonaca albuginea drenando in rami laterali, le arterie circonflesse, che seguono il decorso dei corrispondenti arteriosi, per poi riunirsi in un unico grosso vaso venoso. La vena dorsale profonda del pene è mediale alle due arterie dorsali e ai nervi dorsali del pene, decorre profondamente al legamento sospensore del pene e poi si divide in due rami che drenano nella vena pudenda interna. Drena il sangue del glande, dei corpi cavernosi e del corpo spongioso.

### Linfa
I linfatici della cute drenano nei linfonodi inguinali superficiali, quelli del glande drenano nei linfonodi inguinali profondi e negli iliaci esterni, quelli dell'uretra, del corpo spongioso e dei corpi cavernosi nei linfonodi iliaci interni.

### Innervazione
L'innervazione dei corpi cavernosi deriva dai nervi cavernosi, rami del plesso pelvico contenenti sia fibre simpatiche sia parasimpatiche, che decorrono postero-lateralmente alla prostata, perforano la guaina fibrosa del pene e si distribuiscono a ciascun corpo cavernoso e all'uretra peniena. Le sue fibre simpatiche derivano dai mielomeri T11-L2 e la loro funzione principale è la vasocostrizione, la contrazione delle vescichette seminali, della prostata e l'eiaculazione. Le fibre parasimpatiche derivano dai mielomeri S2-S4 e sono funzionalmente vasodilatatrici. I nervi sensitivi sono i nervi dorsali del pene che decorrono al di sotto della fascia profonda di Buck, lateralmente a ciascuna arteria dorsale del pene.

### Sviluppo
Nell'uomo lo sviluppo del pene ha inizio nel periodo intrauterino (intorno alla VIII settimana) e si conclude nell'età puberale, verso il 15º anno d'età. Il suo accrescimento si concentra però principalmente in due fasi: la prima fra l'VIII e la XX settimana di gestazione e i primi tre mesi della vita neonatale; e la seconda durante l'età puberale.
Nella pubertà l'accrescimento del pene rappresenta uno dei caratteri sessuali maschili secondari ed è il periodo di maggiore accrescimento con un aumento di quasi tre volte le dimensioni rispetto a quelle prepuberali, in un periodo relativamente breve, che ha inizio intorno al 13º anno d'età e si arresta verso il 15/16º anno, in concomitanza della piena maturazione sessuale maschile.
Insieme all'accrescimento delle dimensioni del pene vi è anche la comparsa dei peli pubici.

### Dimensioni
La lunghezza media di un pene eretto è di 15 cm e il 95% degli uomini di tutto il mondo ha un pene lungo tra i 12 e i 18 cm, mentre la media europea si attesta tra gli 11 e i 15 cm, confermata anche da un ulteriore studio britannico.

#### Micropene
Viene considerato micropene qualora la lunghezza del pene stesso sia inferiore di almeno 2,5 deviazioni standard rispetto alla media del pene per quella determinata età del paziente. Generalmente le cause sono imputabili a difetti ormonali.

## Anatomia microscopica
I corpi cavernosi internamente sono formati da un labirinto di trabecole di collagene, elastina e muscolatura liscia che conferiscono loro un aspetto simile a quello di una spugna; al loro interno sono accolti numerosi capillari e piccoli nervi. La superficie trabecolare che si affaccia agli spazi cavernosi, cioè gli spazi vuoti (allo stato flaccido) tra le numerose trabecole, è ricoperta da endotelio. Durante l'erezione gli spazi cavernosi si riempiono di sangue. Il corpo spongioso presenta una struttura simile a quella del cavernoso, ma gli spazi cavernosi sono più ampi e anastomizzati tra loro e le trabecole possiedono, come nel cavernoso, uno strato endoteliale a contatto con lo spazio. Attorno all'uretra peniena si aprono i dotti delle piccole ghiandole mucose parauretrali (di Littre). Sia i due corpi cavernosi sia il corpo spongioso sono immersi in vivo in uno strato di tessuto connettivo fibroso denso che poi più esternamente danno origine alla tonaca albuginea. Le tonache albuginee dei corpi cavernosi e del corpo spongioso differiscono per composizione, infatti quella che ricopre il secondo è più sottile, biancastra ed elastica rispetto a quella che ricopre i primi, è inoltre più ricca di cellule muscolari lisce. In sezione l'uretra, che perfora il corpo spongioso, ha un lume stellato o irregolare. Esternamente alla tonaca albuginea vi è uno strato di ipoderma (tessuto connettivo lasso) ricco di vasi sanguigni, che permette al pene di muoversi liberamente rispetto alle strutture sottostanti. Lo strato più superficiale è la cute, che nella porzione prossimale è ricca di follicoli piliferi, mentre ne è priva nella porzione distale, sul prepuzio e sul glande. La superficie interna del prepuzio e della corona del glande è ricca di ghiandole sebacee che secernono smegma.

## Nella cultura

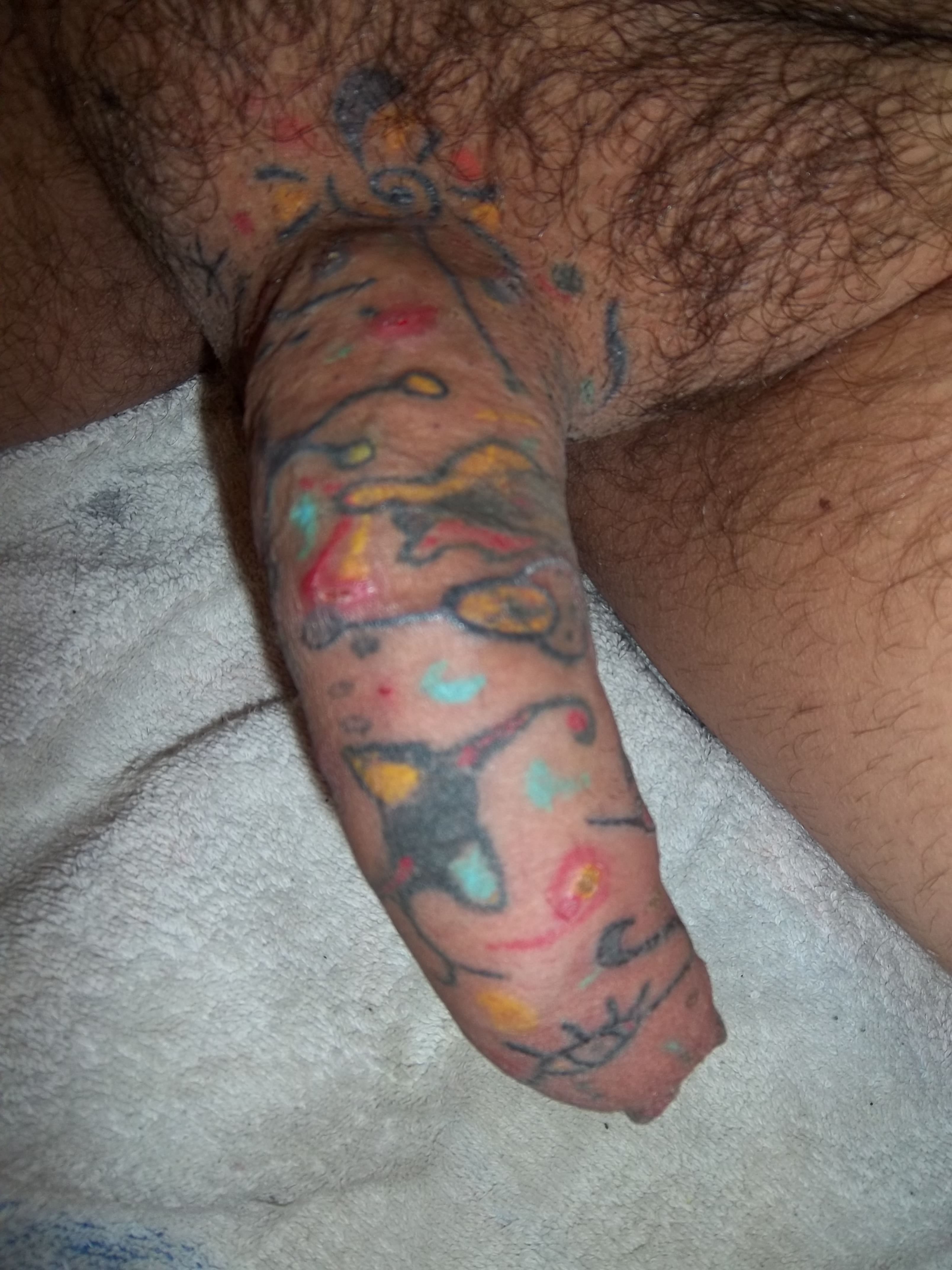
Tatuaggio sul pene come forma di modificazione corporea

Sin dalle culture più antiche il pene ha assunto una forte importanza in quanto simbolo di fertilità utilizzato anche in cerimonie religiose per propiziare la capacità riproduttiva di uomini e bestie, ad esempio nel paganesimo romano era venerato il dio Priapo caratterizzato da un enorme fallo.
Sul pene possono essere applicati piercing e può essere modificato come forma di body art.
I piercing più comuni sono il Prince Albert, l'Apadravya, l'Ampallang e altri.
Esistono altre modifiche fisiche al pene, ad esempio il tatuaggio.
Ci sono però forme più estreme di body art, le più gravi tra queste sono la subincisione e la biforcazione del glande. Trovato in aborigeni australiani, è stato adottato da alcuni uomini anche in Europa e in America.

## Patologie

### Malformazioni congenite

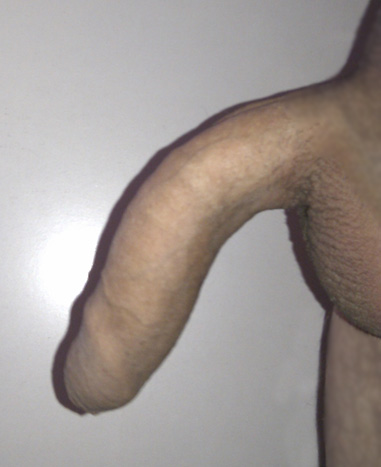
Pene ricurvo con un angolo di 120°

Pene ricurvo: Il pene curvo è un problema più psicologico che reale, che nella quasi totalità dei casi viene risolta con l'aiuto di un buono psicologo, rispetto all'intervento chirurgico. Solo in taluni casi estremi è realmente necessario l'intervento chirurgico. In tali casi si è infatti riscontrata una curvatura ad arco tanto accentuata da creare dolori durante la penetrazione, tanto incidenti da rendere comunque possibile l'orgasmo. L'intervento di raddrizzamento del pene si effettua in anestesia totale e non presenta particolari difficoltà.

### Malformazioni per difetto o per eccesso
Esistono malformazioni congenite del pene per difetto o per eccesso, come ad esempio:
- Assenza del pene: può essere reale, in mancanza dell'organo, oppure apparente, nel caso in cui l'organo esiste ma è nascosto tra i tessuti dello scroto;[senza fonte]
- Pene doppio o diphallus: caso in cui esistono due peni nello stesso individuo. È una rara malformazione (ne sono noti 100 casi in tutto il mondo),[5] che colpisce un maschio ogni 5,5 milioni. Di norma uno dei due organi non è del tutto sviluppato e comunque non ha un normale funzionamento.[senza fonte]

### Ipospadia
È un'anomalia congenita dovuta a un incompleto sviluppo dell'uretra. Il meato urinario può essere situato in posizioni diverse del corpo del pene, dalla sua abituale posizione all'apice del glande sino al perineo, nei pressi dello scroto (ipospadie glandulari peniene distali, medio-peniene, peniene prossimali, scrotali o perineali).
Un'anomalia equivalente all'ipoplasia è l'epispadia, dove la malformazione non si verifica nella parte inferiore del pene, ma nella parte superiore.

### Torsione congenita
Durante lo sviluppo del pene possono sorgere difetti alle fasce di rivestimento del pene che ne causano una rotazione fino a 90° o più.
Questa torsione può svilupparsi in tutte le direzioni senza differenza, ma se rientra nei 45° non vi è alcun problema.

### Pene palmato
Malformazione in cui la cute dello scroto si estende sulla parte inferiore del corpo del pene, in maniera tale da creare, in casi estremi, difficoltà per il coito.

### Fimosi e parafimosi

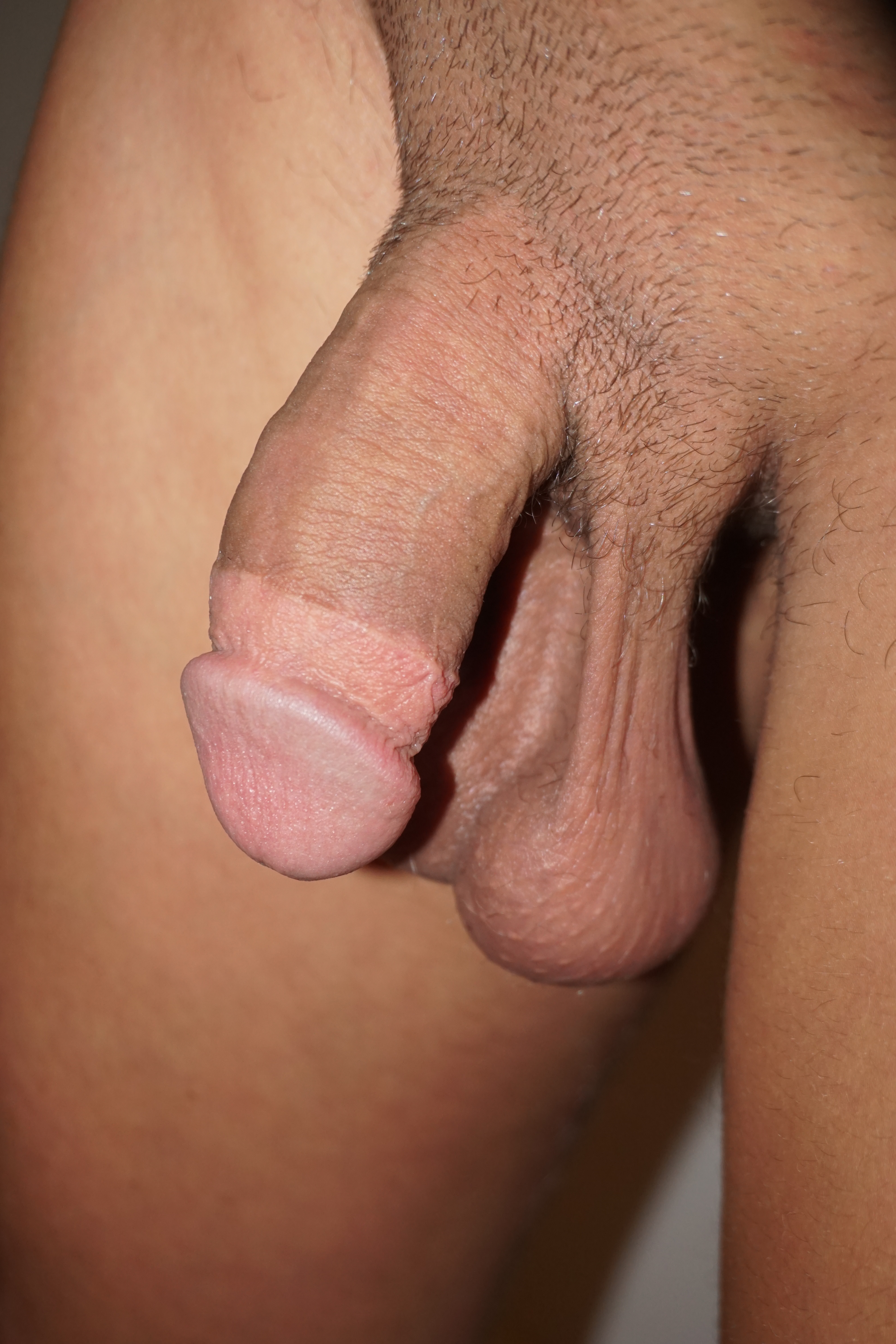
Pene circonciso

La fimosi è una malformazione congenita abbastanza diffusa in cui il restringimento dell'orifizio prepuziale impedisce alla pelle di scorrere sul glande e scoprirlo. In molti casi si interviene con una leggera circoncisione.
La parafimosi, invece, è una malformazione in cui l'anello prepuziale è così stretto che una volta retratto non può essere più riportato avanti e strozza il glande impedendo il deflusso sanguigno.

### Indurimento plastico del pene
L'indurimento plastico del pene o induratio penis plastica è una malattia descritta per la prima volta dal medico francese de Peyronie nel 1743, che determina un incurvamento del pene in erezione dovuto alla comparsa di una placca fibrosa che ostacola meccanicamente l'espansione dei corpi cavernosi.

### Osso penieno
Da non confondersi con l'indurimento plastico del pene è, invece, l'osso penieno, una rara malattia nella quale il setto tra i corpi cavernosi è calcificato e determina dolori nell'erezione con conseguente difficoltà di coito.

### Tumori
Tra i tumori che colpiscono il pene si ricordano:
- Eritroplasia di Queyrat: si manifesta come un'ulcera vellutata-rossastra contornata da un'area di dermatite squamosa che di solito interessa il glande o la corona del glande. Si verifica di solito in uomini non circoncisi. Secondo studi recenti questa patologia degenera in carcinoma invasivo in circa il 10-33% dei casi.[8][9]
- Malattia di Paget del glande: si presenta come una piccola ulcera.
- Cisti dermoidi: escrescenze causate dall'inclusione di materiale di origine epiteliale.
- Papillomi: si presentano come piccole escrescenze peduncolate.
- Sarcoma primitivo del pene: si manifesta sotto forma di noduli diffusi.
- Carcinoma del pene: malattia molto frequente in Estremo Oriente e poco diffusa in Europa; si manifesta sotto forma di un'escrescenza verrucosa o di un'ulcera sul glande o nel prepuzio.

### Altre patologie
- Balanopostite: è l'infiammazione del glande e del prepuzio, di solito causata da infezioni a opera di batteri o di funghi.
- Balanitis xerotica obliterans: più appropriatamente chiamata lichen sclerosus (terminologia adottata come standard dall'Accademia Americana di Dermatologia)[10] è caratterizzata da una zona indurita e scolorita sulla punta del glande, intorno al meato uretrale, come conseguenza di un'infiammazione cronica. Questa malattia è una condizione di rischio per il carcinoma del pene con un'incidenza che va dal 2,3 all'8,4%.[11]